# Virslīga 2018
La Virslīga 2018 è stata la 27ª edizione della massima divisione del campionato lettone di calcio dall'indipendenza e la 44ª con questa denominazione. La stagione è iniziata il 31 marzo e si è conclusa il 10 novembre 2018. Il Riga FC ha vinto il campionato per la prima volta nella sua storia con una giornata di anticipo.

## Stagione

### Novità
Dalla Virslīga 2017 è stato escluso il Babīte, mentre dalla 1. Līga 2017 è stato promosso il Valmiera, primo classificato.

### Formula
Le 8 squadre partecipanti si affrontano per quattro volte, per un totale di 28 giornate. La squadra campione di Lettonia è ammessa al primo turno di qualificazione della UEFA Champions League 2019-2020. Le squadre classificate al secondo e terzo posto sono ammesse al primo turno di qualificazione della UEFA Europa League 2019-2020, assieme alla vincitrice della coppa nazionale. L'ultima classificata retrocede direttamente in 1. Līga, mentre la settima classificata affronta la seconda classificata in 1. Līga in uno spareggio promozione-retrocessione.

## Squadre partecipanti
| Club             | Città     | Stadio                             | Stagione 2017        |
| ---------------- | --------- | ---------------------------------- | -------------------- |
| Jelgava          | Jelgava   | Zemgales Olimpiskais Sporta Centrs | 6º posto in Virslīga |
| Liepāja          | Liepāja   | Daugavas stadions                  | 2º posto in Virslīga |
| Metta/LU         | Riga      | Hanzas vidusskolas laukums         | 7º posto in Virslīga |
| RFS Riga         | Riga      | Stadions Arkādija                  | 4º posto in Virslīga |
| Riga FC          | Riga      | Stadio Skonto                      | 3º posto in Virslīga |
| Spartaks Jūrmala | Jūrmala   | Stadio Slokas                      | Campione di Lettonia |
| Valmiera         | Valmiera  | Stadio Jānis Daliņš                | 1º posto in 1. Līga  |
| Ventspils        | Ventspils | Stadio olimpico di Ventspils       | 5º posto in Virslīga |

## Classifica finale
|  | Pos. | Squadra          | Pt | G  | V  | N | P  | GF | GS | DR  |
|  | ---- | ---------------- | -- | -- | -- | - | -- | -- | -- | --- |
|  | 1.   | Riga FC          | 64 | 28 | 20 | 4 | 4  | 45 | 16 | +29 |
|  | 2.   | Ventspils        | 60 | 28 | 18 | 6 | 4  | 54 | 22 | +32 |
|  | 3.   | RFS Riga         | 55 | 28 | 18 | 1 | 9  | 57 | 23 | +34 |
|  | 4.   | Liepāja          | 51 | 28 | 15 | 6 | 7  | 46 | 25 | +21 |
|  | 5.   | Spartaks Jūrmala | 42 | 28 | 12 | 6 | 10 | 48 | 37 | +11 |
|  | 6.   | Jelgava          | 21 | 28 | 6  | 3 | 19 | 19 | 48 | -29 |
|  | 7.   | Metta/LU         | 19 | 28 | 5  | 4 | 19 | 24 | 52 | -28 |
|  | 8.   | Valmiera         | 8  | 28 | 2  | 2 | 24 | 22 | 92 | -70 |

Legenda:
      Campione di Lettonia e ammessa alla UEFA Champions League 2019-2020
      Ammesse alla UEFA Europa League 2019-2020
 Ammessa allo spareggio promozione-retrocessione
      Retrocessa in 1. Līga 2019
Note:
Tre punti a vittoria, uno a pareggio, zero a sconfitta.
La classifica viene stilata secondo i seguenti criteri:
- Punti conquistati
- Punti conquistati negli scontri diretti
- Differenza reti negli scontri diretti
- Partite vinte
- Differenza reti generale
- Reti totali realizzate
- Miglior rapporto goal (goal fatti/goal subiti)
- Fair-play ranking
- Spareggio

Il Valmiera è stato successivamente riammesso in Virslīga 2019 per l'allargamento a 9 squadre del campionato.

## Risultati

### Partite (1-14)
|           | Jel  | Lie  | Met  | RFS  | Rig  | Spa  | Val  | Ven  |
| --------- | ---- | ---- | ---- | ---- | ---- | ---- | ---- | ---- |
| Jelgava   | –––– | 0-2  | 1-1  | 0-2  | 0-1  | 1-0  | 5-1  | 0-2  |
| Liepāja   | 3-1  | –––– | 0-1  | 3-5  | 1-0  | 1-1  | 4-0  | 1-4  |
| Metta/LU  | 3-0  | 0-3  | –––– | 0-1  | 0-1  | 1-3  | 2-2  | 2-2  |
| RFS Riga  | 3-0  | 0-1  | 3-1  | –––– | 2-1  | 0-2  | 4-0  | 3-1  |
| Riga FC   | 1-0  | 2-2  | 1-0  | 1-2  | –––– | 1-0  | 6-1  | 1-0  |
| Spartaks  | 1-0  | 2-2  | 3-0  | 0-2  | 0-1  | –––– | 3-0  | 1-2  |
| Valmiera  | 1-4  | 0-2  | 1-1  | 0-6  | 0-2  | 2-4  | –––– | 1-3  |
| Ventspils | 0-0  | 1-1  | 3-1  | 1-1  | 1-0  | 1-2  | 3-1  | –––– |

### Partite (15-28)
|           | Jel  | Lie  | Met  | RFS  | Riga | Spa  | Val  | Ven  |
| --------- | ---- | ---- | ---- | ---- | ---- | ---- | ---- | ---- |
| Jelgava   | –––– | 0-2  | 1-0  | 0-4  | 0-3  | 0-0  | 3-2  | 0-3  |
| Liepāja   | 2-0  | –––– | 0-1  | 1-0  | 0-0  | 1-0  | 6-2  | 0-1  |
| Metta/LU  | 1-2  | 0-2  | –––– | 0-2  | 0-2  | 0-3  | 2-1  | 0-2  |
| RFS Riga  | 1-0  | 0-1  | 3-0  | –––– | 1-2  | 0-1  | 3-0  | 1-2  |
| Riga FC   | 2-0  | 1-0  | 2-1  | 1-0  | –––– | 4-4  | 3-0  | 0-0  |
| Spartaks  | 4-1  | 2-2  | 4-3  | 0-4  | 1-3  | –––– | 4-0  | 1-2  |
| Valmiera  | 1-0  | 0-3  | 0-2  | 2-4  | 0-2  | 2-1  | –––– | 1-6  |
| Ventspils | 2-0  | 1-0  | 4-1  | 2-0  | 0-1  | 1-1  | 4-1  | –––– |

## Spareggio salvezza
Allo spareggio salvezza viene ammessa la settima classificata in Virslīga, il Metta/LU e la seconda classificata nel secondo turno di 1. Līga, il Super Nova.
|            | Risultati |            | Luogo e data           |
| ---------- | --------- | ---------- | ---------------------- |
| Metta/LU   | 7 - 2     | Super Nova | Riga, 14 novembre 2018 |
| Super Nova | 0 - 3     | Metta/LU   | Riga, 17 novembre 2018 |
|            |           |            |                        |

## Statistiche

### Classifica marcatori
| Gol |  |  | Giocatore              | Squadra          |
| --- |  |  | ---------------------- | ---------------- |
| 15  |  |  | Darko Lemajić          | Riga FC          |
| 14  |  |  | Maksym Marusič         | RFS Riga         |
| 13  |  |  | Tosin Aiyegun          | Ventspils        |
| 13  |  |  | Adeleke Akinyemi       | Ventspils        |
| 13  |  |  | Aleksejs Višņakovs     | Spartaks Jūrmala |
| 10  |  |  | Ģirts Karlsons         | Liepāja          |
| 9   |  |  | Jānis Ikaunieks        | Liepāja          |
| 7   |  |  | Tamirlan Džamalutdinov | Metta/LU         |
| 7   |  |  | Roberts Uldriķis       | RFS Riga         |
| 6   |  |  | Evgenij Kobzar'        | Spartaks Jūrmala |
| 6   |  |  | Roberts Savaļnieks     | RFS Riga         |